# Educational Marketing
Der aus dem Englischen bzw. Amerikanischen stammende Begriff Educational Marketing (wörtlich übersetzt „Marketing mittels Bildung, Erziehung, Ausbildung“, sinngemäß „Marketing durch Informationsbereitstellung und/oder -vermittlung“) steht für die Vermarktungsstrategie, Kunden/Verbrauchern Informationen, Ressourcen und Wissen bereitzustellen, sie damit bei ihrer Informationsbeschaffung zu unterstützen und dadurch ihre Entscheidungsfindung zu beeinflussen. Vereinzelt wird auch die Bezeichnung Education-based Marketing verwendet.
Zu Educational Marketing gehört neben der direkten Unterstützung des Kunden/Konsumenten bei der Kaufentscheidung auch die Information von zukünftigen Konsumenten, wenn diese noch gar keine Kaufabsicht haben, da diese die so erhaltenen Informationen bei einer späteren Kaufentscheidung einfließen lassen werden. Dieser Vermarktungsansatz zielt also weniger auf ein direktes Verkaufen, sondern auf „Überzeugen“ und „in Erinnerung bleiben“.
Educational Marketing gilt als eine Unterart des Content-Marketing.

## Formen des Educational Marketing
Educational Marketing geschieht über Formen wie Blogbeiträge oder Artikel, Webinare und Schulungen, Leitfäden und E-Books, Video-Tutorials oder auch interaktive Grafiken. Derartige Formate werden in der Werbebranche häufig als HowTos bezeichnet.

## Wirkungsweise des Educational Marketing
Durch die Lieferung von Inhalten, die dem zukünftigen Konsumenten zuvor nicht bekannt waren, wird ein Mehrwert erzeugt. Der Lieferant gilt als glaubwürdig, Vertrauen wird aufgebaut. Dies gilt auch oder insbesondere dann, wenn der Konsument noch gar keine Kaufabsicht hat: Der Lieferant bleibt in positiver Erinnerung. Langfristig werden dadurch Leads generiert, denn der Konsument wird sich später an diese Informationen erinnern.

## Abgrenzung zu Education Marketung
Der sehr ähnliche, ebenso aus dem Englischen bzw. Amerikanischen kommende Begriff Education Marketing bezieht sich auf die Vermarktung von Ausbildungsgängen und Ausbildungsinstitutionen. Vereinzelt wird die Bezeichnung Education Marketung aber auch im Sinne des Educational Marketing verwendet.